# Alan Mayer
Alan Mayer (Islip, 3 luglio 1952) è un ex calciatore statunitense, di ruolo portiere. Era soprannominato Kamikaze per il suo stile di gioco spericolato.

## Carriera

### Calciatore

#### Club
Si forma calcisticamente nella rappresentativa della James Madison University, entrando nel famedio sportivo dell'istituto nel 1988.
Nel 1974 viene ingaggiato dalla franchigia della North American Soccer League dei Baltimore Comets, con cui raggiunge i quarti di finale della NASL 1974. La stagione seguente è chiusa invece al quinto ed ultimo posto della Eastern Division.
Nella stagione 1976 segue i Comets nel loro trasferimento in California, ove divennero i San Diego Jaws. Con i Jaws non supera la fase a gironi del torneo.
Nel 1977 la sua franchigia si sposta nuovamente, questa volta a Las Vegas per divenire i L.V. Quicksilvers. Anche in questa occasione la squadra fallisce il raggiungimento della fase finale del torneo 1977.
Nella stagione 1978 avviene il ritorno della franchigia a San Diego, ove divennero i San Diego Sockers. Con i Sockers raggiunse i quarti di finale del torneo, persi contro i futuri finalisti del T.B. Rowdies. La stagione seguente invece si conclude alle semifinali, perse nuovamente contro i Rowdies.
Nel 1980 e 1981 è in forza ai California Surf, con cui nella stagione 1980 raggiunge gli ottavi di finale, persi contro i futuri finalisti del Ft. Lauderdale Strikers.
Chiude la carriera nel 1983 in forza ai Sockers.
Contemporaneamente al calcio si dedica all'indoor soccer, vincendo con i San Diego Sockers un campionato MISL.

#### Nazionale
Mayer giocò sei incontri amichevoli con la nazionale statunitense tra il 1976 e 1977.

### Allenatore
Mayer è stato allenatore-giocatore dei L.V. Americans dal 1984 al 1985, squadra della MISL. Lasciato il calcio giocato è stato assistente allenatore nei K.C. Wizards e allenatore dei portieri con i Missouri Comets e Kansas City Roos.

## Statistiche

### Cronologia presenze e reti in Nazionale
| Cronologia completa delle presenze e delle reti in nazionale ― Stati Uniti | Cronologia completa delle presenze e delle reti in nazionale ― Stati Uniti | Cronologia completa delle presenze e delle reti in nazionale ― Stati Uniti | Cronologia completa delle presenze e delle reti in nazionale ― Stati Uniti | Cronologia completa delle presenze e delle reti in nazionale ― Stati Uniti | Cronologia completa delle presenze e delle reti in nazionale ― Stati Uniti | Cronologia completa delle presenze e delle reti in nazionale ― Stati Uniti | Cronologia completa delle presenze e delle reti in nazionale ― Stati Uniti |
| Data                                                                       | Città                                                                      | In casa                                                                    | Risultato                                                                  | Ospiti                                                                     | Competizione                                                               | Reti                                                                       | Note                                                                       |
| -------------------------------------------------------------------------- | -------------------------------------------------------------------------- | -------------------------------------------------------------------------- | -------------------------------------------------------------------------- | -------------------------------------------------------------------------- | -------------------------------------------------------------------------- | -------------------------------------------------------------------------- | -------------------------------------------------------------------------- |
| 12-11-1976                                                                 | Port-au-Prince                                                             | Haiti                                                                      | 0 – 0                                                                      | Stati Uniti                                                                | Amichevole                                                                 | -                                                                          |                                                                            |
| 15-9-1977                                                                  | San Salvador                                                               | El Salvador                                                                | 1 – 2                                                                      | Stati Uniti                                                                | Amichevole                                                                 | -1                                                                         |                                                                            |
| 27-9-1977                                                                  | Monterrey                                                                  | Messico                                                                    | 3 – 0                                                                      | Stati Uniti                                                                | Amichevole                                                                 | -3                                                                         |                                                                            |
| 6-10-1977                                                                  | Washington                                                                 | Stati Uniti                                                                | 1 – 1                                                                      | Cina                                                                       | Amichevole                                                                 | -1                                                                         | Uscita                                                                     |
| 10-10-1977                                                                 | Atlanta                                                                    | Stati Uniti                                                                | 1 – 0                                                                      | Cina                                                                       | Amichevole                                                                 | -                                                                          | Ingresso                                                                   |
| 16-10-1977                                                                 | San Francisco                                                              | Stati Uniti                                                                | 2 – 1                                                                      | Cina                                                                       | Amichevole                                                                 | -1                                                                         |                                                                            |
| Totale                                                                     |                                                                            | Presenze                                                                   | 6                                                                          |                                                                            | Reti                                                                       | -6                                                                         |                                                                            |

## Palmarès

### Indoor soccer
- Major Indoor Soccer League (1978): 1

San Diego Sockers: 1983